# Čchen Min-er
Čchen Min-er (čínsky pchin-jinem Chén Mǐn'ěr, znaky zjednodušené 陈敏尔; * 29. září 1960) je čínský komunistický politik, člen politbyra (od 2017) a tajemník tchienťinského městského výboru Komunistické strany Číny (od 2022). Předtím řídil čchungčchingský městský výbor (2017–2022) a kuejčouský provinční výbor (2015–2017) KS Číny, a byl guvernérem provincie Kuej-čou (2012–2015). Od roku 2007 působí v širším vedení KS Číny jako kandidát (2007–2012) a člen (od 2012) ústředního výboru KS Číny. Pochází z východočínské provincie Če-ťiang, kde pracoval jako stranický a státní funkcionář na okresní, prefekturní a provinční úrovni v letech 1983–2012, naposled jako zástupce guvernéra Če-ťiangu (2007–2012).

## Život
Čchen Min-er se narodil 29. září 1960 v okrese Ču-ťi, ležícím v prefektuře Šao-sing na severu centrální části provincie Če-ťiang. V letech 1978–1981 studoval čínštinu na Šaosingské učitelské škole (později začleněné do Šaosingské univerzity). Po vysoké škole pracoval v aparátu komunistické strany a/nebo státní správě na okresní úrovni v Šao-singu. V roce 1997 byl přeložen do sousední prefektury Ning-po, kde se stal zástupcem šéfa administrativy prefektury a pak zástupcem tajemníka stranického výboru prefektury.
Koncem roku 1999 byl jmenován šéfredaktorem Čeťiangského deníku, oficiálních vládních novin provincie Če-ťiang, a v roce 2001 se stal šéfem oddělení propagandy čeťiangského provinčního výboru KS Číny. V tomto období pracoval pod vedením Si Ťin-pchinga, tajemníka čeťiangského provinčního výboru KS Číny v letech 2002–2007. Od května 2007 do ledna 2012 byl Čchen Min-er viceguvernérem provincie Če-ťiang. Na XVII. sjezdu KS Číny v říjnu 2007 byl zvolen kandidátem ústředního výboru.
V lednu 2012 byl přeložen do jihozápadní vnitrozemské provincie Kuej-čou, kde se stal zástupcem stranického tajemníka. Na XVIII. sjezdu KS Číny v listopadu 2012 byl zvolen členem ústředního výboru (znovuzvolen 2017 a 2022) a v prosinci byl jmenován úřadujícím guvernérem provincie Kuej-čou, kde nahradil Čao Kche-č’a, povýšeného na tajemníka kuejčouské organizace komunistické strany. V lednu 2013 byl oficiálně potvrzen ve funkci guvernéra sjezdem zastupitelského sboru provincie Kuej-čou. V červenci 2015 byl zvolen tajemníkem kuejčouského provinčního výboru KS Číny v relativně nízkém věku 55 let, což vedlo ke spekulacím, že může být předurčen pro vyšší funkce. Po nástupu do funkce stranického tajemníka Čchen energicky prosazoval politiky generálního tajemníka Si Ťin-pchinga, jako byla například vzdělávací kampaň „Tři snahy a tři cti“, zaměřená na zlepšení chování stranických funkcionářů. Také zaváděl po celé provincii diskuse o pochybeních úředníků a osobně se ujímal nejzávažnějších případů. V rozhovoru pro média ústřední komise pro kontrolu disciplíny opakoval heslo „moc musí být omezena v kleci institucí a moc by měla být vykonávána na denním světle“, tedy transparentně a otevřeně. Zřídil více než 1 400 pracovních výborů ve čtvrtích a venkovských oblastech provincie, které dohlížely na stížnosti na výkon státní správy. V provincii zavedl programy na snižování chudoby a investoval velké prostředky do toho, aby se Kuej-čou stalo centrem inovací v oblasti velkých dat.
V červenci 2017 byl zvolen tajemníkem městského výboru KS Číny v Čchung-čchingu, kde nahradil Sun Čeng-cchaje. Vzhledem k tomu, že převzal vedení jednoho ze čtyř přímo řízených měst, zajistilo mu toto povýšení místo v politbyru na nejbližším sjezdu KS Číny. Na závěr XIX. sjezdu KS Číny v říjnu 2017 byl ústředním výborem skutečně zvolen členem politbyra.
Na XX. sjezdu KS Číny v říjnu 2022 byl potvrzen v politbyru. V prosinci 2022 předal vedení stranické organizace v Čchung-čchingu Jüan Ťia-ťünovi a náhradou převzal vedení tchienťinského městského výboru KS Číny od Li Chung-čunga.
Vzhledem k jeho práci v Če-ťiangu pod Si Ťin-pchingem v letech 2002–2007 a politickém vzestupu po roce 2012 je počítán mezi Si Ťin-pchingovy věrné spolupracovníky, to jest řazen do takzvané „Nové čeťiangské armády“.